# Ida Corr
Ida Corr (Aarhus, 14 de Março de 1977) é uma cantora, compositora e produtora dinamarquesa. Ficou conhecida mundialmente com a canção Let Me Think About It. 
Foi membro do grupo dinamarquês Sha Li Mar (formado por Ida Corr, Engelina e Christina Undhjem) nos anos 2002 e 2003.
Seu primeiro álbum solo, Streetdiva, foi lançado em 2005, e o segundo álbum Robosoul (lançado em 2006) alcançou grande sucesso na Dinamarca.
Em 2007 foi lançado o hit single Let Me Think About It com o DJ neerlandês Fedde le Grand e o cantor dinamarquês Burhan G, sucesso nos Estados Unidos da América, no Billboard Hot Dance Airplay, no Reino Unido e em outros países.
One, o terceiro álbum, foi lançado em 2008, destacando os singles: Let Me Think About It e Ride My Tempo.
No ano 2007 juntou-se ao grupo internacional SugaRush Beat Company (formado por Ida Corr da Dinamarca, Rahsaan Patterson dos Estados Unidos e Jarrad Rogers da Austrália).

## Discografia

### Álbuns
- 2002: Sha Li Mar (Sha Li Mar)
- 2005: Streetdiva
- 2006: Robosoul
- 2008: One
- 2008: SugaRush Beat Company (SugaRush Beat Company)
- 2009: Under The Sun

### Singles
- 2005: "U Make Me Wanna" (participação de Ataf Khawaja)
- 2005: "Make Them Beg" (participação de Al Agami)
- 2005: "Country Girl"
- 2006: "Lonely Girl"
- 2006: "Late Night Bimbo" (participação de Bow Hunt)
- 2007: "Let Me Think About It" (participação de Fedde Le Grand e Burhan G)
- 2008: "Ride My Tempo" (participação de Rosco P. Coldchain)
- 2009: "Time"
- 2009: "I Want You"
- 2009: "Under The Sun" (participação de Shaggy)

### Participações
- 2004: "I Put My Trust In You" (Morten Trust com Ida Corr)
- 2007: "Mirror 07-07-07"  Fedde Le Grand com Ida Corr)
- 2008: "African Jewel" (Kuku Agami com Ida Corr)
- 2008: "L-O-V-E" (SugaRush Beat Company)
- 2008: "They Said I Said" (SugaRush Beat Company)
- 2009: "Love Breed" (SugaRush Beat Company)
- 2016:"Good Life (Oliver Heldens com Ida Corr)